# Georgius Marci
Jöran Markusson (Georgius Marci), född 1540 död 1613, var en svensk sjökapten, hovpredikant hos Johan III, superintendent över fältkleresiet och kyrkoherde i Annerstads socken.
Jöran Markusson var född i ett bondehem i Angelstad och efter studier vid Växjö skola avreste han som 20-årig till Uppsala akademi. På grund av sin vackra handstil fick han anställning i konung Eriks kansli och tjänstgjorde under nordiska sjuårskriget 1563-70 först såsom skeppsskrivare och sedan som kapten på en fregatt. Snart behövde konungen honom på en annan bana, lät prästviga honom i Skara 1568 och utnämnde honom till superintendent över hela fältkleresiet. I denna egenskap följde han rytteriet och fotfolket i flera fältslag, varefter han blev predikant hos amiralen och sjöfolket. 
Återkommen till Stockholm kallades han till konung Johans hovpredikant, vilket ämbete han innehade i fem års tid. Då konungen började påtvinga prästerskapet sin katolskt färgade liturgi, blev herr Jörans ställning icke angenäm, och han önskade hellre att glömmas i Smålands skogar än vinna märkvärdighet i hovets salar som liturgist eller martyr. Tillfälle att återvända till födelsebygden yppade sig, då Annerstads pastorat 1575 blev ledigt som kungen beviljade Jöran Markuson.